# Podkoren
Podkoren este o localitate din comuna Kranjska Gora, Slovenia, cu o populație de 388 de locuitori.